# Gladsaxe Rådhus Station
|  | Fremtidig bygning Denne artikel omhandler en bygning, der er under opførelse. Det er derfor muligt, at indholdet er af spekulativ natur, og ligeledes, at indholdet kan ændre sig markant efterhånden som flere oplysninger bliver tilgængelige. |

Gladsaxe Rådhus Station er en kommende letbanestation på Hovedstadens Letbane (Ring 3-letbanen) i Gladsaxe Kommune. Stationen kommer til at ligge på Buddingevej umiddelbart nord for Buddinge Torv. Den hidtidige rundkørsel på torvet bliver erstattet med et lyskryds, der samtidig bliver rykket en smule mod vest. Selve stationen kommer til at ligge midt på Buddingevej og kommer til at bestå af to spor med hver sin perron med adgang via fodgængerfeltet i det kommende lyskryds. Stationen forventes at åbne sammen med den anden del af letbanen mellem Rødovre Nord Station og Lundtofte Station i sommeren 2026.

## Stationsforplads
På stationsforpladsen vil Gladsaxe Kommune efter planen etablere cykelstativer, skraldespand, siddemulighed og belysning. Derudover påtænkes etableret overdækning, en servicestation, bycykler, rejseinformation, toiletter, et kiss-and-ride-anlæg, "coffee-to-go", samt en parkeringsplads til elcykler.